# GoldWave
GoldWave là một phần mềm chỉnh sửa âm thanh kỹ thuật số thương mại phát triển bởi GoldWave Inc. phiên bản đầu tiên được phát hành vào tháng 4 năm 1993.

## Chức năng
GoldWave có rất nhiều chức năng của một chương trình xử lý âm thanh chuyên nghiệp
- Đồ thị theo thời gian thực; như các đường kẻ, sóng âm, ảnh phổ, quang phổ,...
- Bộ lọc các hiệu ứng cơ bản và nâng cao như khử nhiễm âm thanh, nén/mở rộng, đổ bóng âm thanh, xác định âm lượng, âm vực, đảo ngược, tái tạo mẫu,...
- Xem trước hiệu ứng
- Có sẵn các mẫu hiệu ứng
- Hỗ trợ các plugin âm thanh của DirectX
- Hỗ trợ rất nhiều định dạng tệp âm thanh, bao gồm nhưng không giới hạn: WAV, MP3, Windows Media Audio, Ogg, FLAC, AIFF, AU, Monkey's Audio, VOX, mat, snd, voc,...
- Xử lý hàng loạt giúp giảm thiểu thời gian đưa một hiệu ứng vào nhiều tệp âm thanh.
- Nhiều cấp độ hồi sửa
- Thao tác với nhiều tệp một lúc
- Hỗ trợ các tệp lớn

## Đáng chú ý
- GoldWave đã được sử dụng để tìm từ bị khuyết trong câu nói nổi tiếng của nhà du hành vũ trụ Neil Armstrong trên Apollo 11 khi ông đặt chân lên Mặt Trăng [1][2].

## Dẫn chứng
1. ↑  "Hear what Neil Armstrong really said on the moon". Houston Chronicle. Truy cập ngày 3 tháng 10 năm 2015.
2. ↑  "BBC NEWS". Truy cập ngày 3 tháng 10 năm 2015.